# ویتریت
ویتریت  (به انگلیسی: Witherite) با فرمول شیمیایی BaCO3 از مجموعه کانی هاست و دارای شکستگی ناصاف است و کانیهای شبیه آن آراگونیت، استرونتیانیت، سروزیت، کوارتز است. از نام یک طبیعی دان انگلستانی (W.Withering) گرفته شده‌است. حل شونده در HCl و HNO3 BaO:۷۷٫۷٪ CO۲:۲۲٫۳۰٪ برای اولین بار در بریتانیای کبیر کشف شد و از نظر شکل بلور: بی پیرامید - منشوری - ورقه ای، رنگ: سفید - زرد - خاکستری - قهوه ای، شفافیت: شفاف - نیمه شفاف، شکستگی: ناصاف، جلا: شیشه‌ای - چرب، رخ: ناقص، سیستم تبلور: ارترومبیک و در رده‌بندی کربنات است و منشأ تشکیل آن هیدروترمال است.
همایند کانی‌شناسی (پارانژ) آن آراگونیت - استرونتیانیت - سروزیت -کوارتز- سیدریت- گالن- اسفالریت است
، از نظر ژیزمان بلوری - اگرگات دانه‌ای - الیافی - توده‌ای - توپی تقریباً کمیاب است و بیشتر در بریتانیای کبیر، اطریش، URSS، آمریکا یافت می‌شود.